# Jedrska kemija
Jedrska kemija je področje kemije, ki se ukvarja z radioaktivnostjo, ter lastnostmi in procesi v atomskih jedrih.
Jedrska kemija proučuje kemijo radioaktivnih elementov, kot so elementi skupine aktionidov, radij in radon, prav tako pa se ukvarja tudi s kemijo materialov, ki je povezana z opremo (npr. Jedrski reaktorji), v kateri potekajo jedrski procesi. Sem spada tudi npr. korozija površin in obnašanje materialov v normalnih in nenormalnih (npr. med nesrečo) pogojih. Pomembno področje jedrske kemije so jedrski odpadki, njihovo skladiščenje in obdelava.
Jedrska kemija se ukvarja tudi s kemijskimi efekti v živih organizmih (živali, rastline) in ostalih snoveh, do katerih pride pri absorpciji radioaktivnega sevanja. Radiološka kemija podobno kot radiološka biologija opazuje, kakšne so spremembe v živih organizmih na molekulskem nivoju. Radioaktivno sevanje spremeni kemijsko strukturo bioloških molekul, ki s tem pridobijo drugačno funkcionalnost in spremenijo potek kemijskih reakcij v organizmu. Spremenjeno biokemijsko delovanje organizma ima lahko kasneje biološke kazalce (mutacija, rak). Dobra stran tega področja jedrske kemije je, da pomaga pri razumevanju in izboljševanju nekaterih medicinskih terapevtskih in opazovalnih tehnik (npr. radioterapija, pozitronska emisijska tomografija).
Jedrska kemija se ukvarja tudi s proučevanjem in izdelavo radioaktivnih virov, ki se uporabljajo v različnih procesih. Sem spadajo snovi, ki se uporabljajo pri radioterapiji, radioaktivni sledilci v industriji, znanosti in okolju, ter uporaba radioaktivnega sevanja pri spreminjanju lastnosti materialov (npr. polimerov)
Jedrska kemija pokriva tudi področja, kjer ni posredne zveze z radioaktivnimi razpadi. Jedrska magnetna resonanca je spektroskopska metoda, ki se pogosto uporablja v organski in fizikalni kemiji za določanje molekulske strukture. V medicini se isto načelo uporablja pri slikanju z magnetno resonanco.

## Zgodovina
Po Röntgenovem odkritju rentgenskih žarkov je veliko znanstvenikov začelo proučevati ionizirajoče sevanje. Eden izmed prvih je bil Antoine Henri Becquerel, ki je proučeval povezavo med fosforescenco in počrnitvijo fotografske plošče. Odkril je, da uranova ruda počrni (ali zamegli) fotografsko ploščo brez zunanjega vira energije in s tem odkril radioaktivnost. Marie Skłodowska-Curie in njen mož Pierre Curie sta izolirala dva nova radioaktivna elementa iz uranove rude. Pri identifikaciji separacijskih produktov sta uporabljala radiometrične metode; uranovo rudo sta ločila v takrat znane elemente in določila radioaktivnost vsake frakcije. Radioaktivne frakcije sta ločevala naprej in uspela pridobiti manjšo maso snovi z večjo specifično aktivnostjo, ter odkrila elementa polonij in radij. Okrog leta 1901 so opazili, da visoke doze sevanja lahko povzročijo poškodbe pri ljudeh. Henri Becquerel je namreč v žepu prenašal vzorec radija, zaradi česar je prejel visoko lokalno dozo sevanja, ki je povzročila sevalne opekline. Po tem dogodku so začeli proučevati vpliv sevanja na biološke organizme, kasnejši rezultati pa so vodili do razvoja medicinskih terapevtskih in opazovalnih tehnik.
Ernest Rutherford je pokazal, da lahko radioaktivni razpad opišemo z enostavno enačbo (linearna diferencialna enačba prvega reda, sedaj je radioaktivni razpad znan kot kemijska reakcija prvega reda), po kateri je imela vsaka radioaktivna snov specifično razpolovno dobo (čas, ki je potreben, da se radioaktivna aktivnost vzorca zmanjša za polovico). Razlikoval in poimenoval je alfa, beta in gama obliko sevanja, spremenil je dušik v kisik in pomagal študentom pri izvedbi Geiger-Marsdenovega eksperimenta, s katerim so pokazali, da je Thomsonov model atoma napačen. V Thomsonovem modelu atoma so elektroni obdani z oblakom pozitivnega naboja (od tod ime "model rozinovega pudinga"), ki uravnotežijo odboj med elektroni. Rutherford je s poskusom pokazal, da je pozitivni naboj strnjen v zelo majhno jedro in tako postavil Rutherfordov model atoma, ki mu je kasneje sledil Bohrov model atoma, v katerem je pozitivno jedro obdano z negativnimi elektroni.
Leta 1934 sta Irène Joliot-Curie (hči Marie Skłodowska-Curie) in njen mož Frédéric Joliot-Curie kot prva pripravila umetno radioaktivnost. Element bor sta obstreljevala z delci alfa in s tem pripravila z nevtroni oslabljen izotop dušika 13N, ki je pri razpadu oddajal pozitrone. Z nevtroni sta obstrelejvala tudi magnezij in aluminij, pri čemer sta ustvarila nove radioizotope.

## Glavna področja
Radiokemija je kemija radioaktivnih snovi, pri čemer se radioaktivni iztopi uporabljajo pri študiju lastnosti snovi in kemijskih reakcij v kombinaciji z neradioaktvnimi izotopi. Z uporavo radioaktivno označenih molekul je mogoče opazovati prerazporeditve atomov pri kemijskih reakcijah.
Radiacijska kemija se ukvarja s proučevanjem kemijskih efektov, ki jih med obsevanjem sproži ionizirajoče sevanje. Radiacijska kemija se razlikuje od radiokemije, saj ni nujno, da pri radiacijski kemiji uporabljamo radioaktivne snovi. Primer take kemijske reakcjie je pretvorba vode v vodik in vodikov peroksid.

### Študij jedrskih reakcij
Kombinacija radiokemije in radiacijske kemije se uporablja pri proučevanju jedrskih reakcij, kot sta jedrsko zlivanje in cepitev. Dokaz, da jedrsko zlitje lahko poteka je bil nastanek kratkoživega izotopa barija, ki so ga izolirali iz urana obstreljevanega z nevtroni (139Ba, razpolobna doba 83 minut in 140Ba, razpolovna doba 12.8 dni, sta glavna fisijska produkta urana). V tistem obdobju so mislili, da so odkrili nov izotop radija, zato so barijev sulfat dolgo časa uporabljali kot pomoč pri obarjanju radija. V zadnjem času se znanstveniki s pomočjo metod radiokemije in jedrske fizike trudijo, da bi sintetizirali nove "supertežke" elemente. 

### Jedrsko gorivo
Jedrska kemija je tesno povezana s procesi priprave (kopanje rude, predelava, bogatenje), uporabe (obnašanje v jedrskem reaktorju) in predelave (ohlajanje v hladilnem bazenu, suho hranjenje, odstranjevanje odsluženega jedrskega goriva v ustreznih odlagališčih, nadaljnja predelava) jedrskega goriva. Jedrsko kemijo, ki se ukvarja s procesi pri pridobivanju jedrske energije lahko razdelimo na dve glavni področji: na področje ki se ukvarja s kemijo pod normalnimi pogoji in na področje, ki se ukvarja s pogoji, do katerih pride med neobičajnim delovanjem (okvare jedrskih reaktorjev, jedrske nesreče, napadi z jedrskim orožjem).

### PUREX kemija
Plutonij in uran trenutno pridobivajo s t. i. PUREX (Plutonium and URanium EXtraction) postopkom, pri katerem s pomočjo mešanice tributilfosfata in ogljikovodikov iz dušikove kisline ekstrahirajo plutonijeve in uranove nitrate. Ekstrakcija z ekstrakcijskim medijem "S" poteka po sledeči kemijski reakciji:
{\displaystyle \mathrm {Pu} _{(aq)}^{4+}+4\mathrm {NO} _{3\,(aq)}^{-}+2\mathrm {S} _{\mathrm {organska\,snov} }\rightarrow [\mathrm {Pu} (\mathrm {NO} _{3})_{4}\mathrm {S} _{2}]_{\mathrm {organska\,snov} }}
Med kovinskim kationom, nitratno skupino in tributil fostatom nastane koordinacijska vez.
Pri visoki koncentraciji nitratnih ionov je favorizirana ekstrakcija kompleksa v organsko topilo, pri nizki koncentraciji nitratnih ionov pa poteka obratna reakcija. Izrabljeno jedrsko gorivo se raztopi v dušikovi kislini, iz katere je mogoče ekstrahirati plutonij in uran. 

## Interdisciplinarno povezovanje
Nekatere metode, ki so se najprej razvijale v okviru jedrske kemije in fizike, se danes splošno uporabljajo v kemijskih in fizikalnih znanostih, tako da jih lahko razvrstimo v samostojne discipline. Pri študiju kemijske kinetike se za raziskave reakcijskih mehanizmov s pridom uporablja kinetični izotopski efekt. Uporaba kozmogenih in dolgoživih nestabilnih izotopov je prav tako pogosta v geologiji, tako da lahko izotopsko kemijo obravnavamo ločeno od jedrske.

### Kinetika
Mehanizem kemijske reakcije lahko proučujemo, če izmerimo kako se spremeni kinetika kemijske reakcije ko spremenimo izotopsko sestavo substrata. Pojav je znan pod imenom kinetični izotopski efekt. Kinetični izotopski efekt je standardno orodje pri proučevanju kemijskih reakcij v organski kemiji. Zamenjava običajnih vodikovih atomov (protonov) v molekuli s težjimi atomi devterija zniža vibracijske frekvence X-H (X = C, O, N) vezi, zaradi česar se zniža tudi energija osnovnega vibracijskega stanja. To lahko vodi do zmanjšanja reakcijske hitrosti, če je ključni del reakcije cepitev X-H vezi. Če se hitrost kemijske reakcije spremeni, ko zamenjamo vodikove atome z devterijevimi, potem lahko sklepamo, da je cepitev vezi med vodikom in drugim atomom vključena v elementarni
korak ki določa hitrost kemijske reakcije. 

### Uporaba v biologiji, geologiji in forenziki
Kozmogeni izotopi nastanejo pri interakciji med kozmičnimi žarki in jedri atomov. Te izotope lahko kasneje uporabimo pri izotopskem datiranju ali kot naravne sledilce. Z natančnim merjenjem dobimo podatke o izvoru materialov, starosti vzorcev ledu in mineralov in celo o prehranjevalnih navadah organizmov iz vzorcev las in drugih tkiv.
V živih organizmih lahko s pomočjo izotopskih sledilcev (radioaktivnih in neradioaktivnih) opazujemo kompleksne mreže biokemijskih reakcij, ki potekajo med metabolizmom. Primer: rastline uporabljajo energijo svetlobe, da vodo in ogljikov dioksid s fotosintezo pretvorijo v glukozo. Če uporabimo izotopsko označene kisikove atome v vodi, se ti pojavijo v molekuli kisika, ki nastane med procesom fotosinteze in ne v molekuli glukoze. 
Veliko specifičnih izotopov ima precejšen pomen v biokemijskih in fizioloških eksperimentih:
- Stabilni izotopi v organizem ne vnašajo dodatnih doz sevanja. Kopičenje izotopov v določenem organu nakazuje na določeno fiziološko stanje. Dovolj velika količina izotopov za študij celotnega živega organizma včasih predstavlja težave, prav tako je težka njihova detekcija, saj za to potrebujemo masni spektrometer, da ugotovimo kakšna količina izotopa je prisotna v določeni snovi. S to tehniko ne moremo določiti točne lokacije snovi v celici.
- 2H je stabilni izotop vodika, njegovo koncentracijo pa lahko merimo z masno spektrometrijo in jedrsko magnetno resonanco. Vgrajuje se v celične strukture, lahko pa pripravimo tudi specifične devterirane snovi, ki se vežejo na točno določeno mesto v organizmu.
- na podoben način kot devterij se uporablja tudi 15N, vendar se ta vgrajuje predvsem v beljakovine.
- Radioaktivne izotope je mogoče detektirati v zelo majhnih količinah, z enostavnim scintilacijskim števcem ali drugimi radiokemijskimi metodami. Radioaktivnim izotopom lahko določimo točen položaj v celici, njihovo aktivnost pa določimo z avtoradiografijo. Veliko število snovi z radioaktivnimi izotopi na specifičnih mestih je mogoče enostavno pripraviti in so komercialno dostopne. Pri rokovanju s snovmi v velikih količinah je potrebno poskrbeti za zaščito delavcev pred radioaktivnim sevanjem, in upoštevati potrebne postopke, da ne pride do kontaminacije laboratorijev in laboratorijske opreme. Nekateri izotopi imajo zelo kratko razpolovno dobo, zato je njihova priprava in detekcija zapletena.

Z organsko sintezo je mogoče pripraviti kompleksno molekulo, v kateri se radioaktivna oznaka nahaja le na enem delu molekule. Za pripravo molekul označenih s kratkoživim izotopom 11C so potrebne zelo hitre sintezne metode, vendar lahko s pomočjo izotopa 11C pripravimo snovi s katerimi izvedemo pozitronsko emisijsko tomografijo.
- 3H, tritij je izotop vodika z zelo visoko aktivnostjo in ga je relativno enostavno vključiti v spojine (hidrogeniranje nenasičenih prekurzorjev). Izotop seva mehke beta žarke, ki jih je mogože zaznati s scintilacijskim števcem.
- 11C, ogljik 11 je mogoče pripraviti z obstreljevanjem 11B s protoni v pospeševalniku. Alternativni pristop je obstreljevanje 10B z devteroni. S hitro organsko sintezo se 11C vgradi v spojino, ki se za tem uporabi pri pozitronski emisijski tomografiji.
- 14C, ogljik 14 se pripravlja podobno kot 11C, vendar ga je laže vgraditi v organske in anorganske spojine.
- 18F, fluor 18 je mogoče pripraviti z obstreljevanjem neona z devteroni. Pri reakciji se uporablja neon s sledmi stabilnega 19F2, ki poveča izkoristek sevanja v pospeševalniku.

### Jedrska magnetna resonanca
Jedrska magnetna resonanca (NMR) meri interakcijo med spinom jeder določene snovi in elektromagnetnim valovanjem. Jedrska magnetna resonanca je standardna spektroskopska metoda v sintezni kemiji. S pomočjo NMR je npr. mogoče določiti red posameznih vezi v spojinah.
Jedrska magnetna resonanca se uporablja tudi kot diagnostična metoda, s katero je mogoče dobiti vpogled v notranjost organizma brez uporabe radioaktivnih substanc. Na medicinskem področju se pogosto uporablja zgolj termin "magnetna resonanca", saj ima beseda "jedrski" negativni prizvok pri večini ljudi.